# 盧切戈爾斯克
46°27′N 134°17′E / 46.450°N 134.283°E

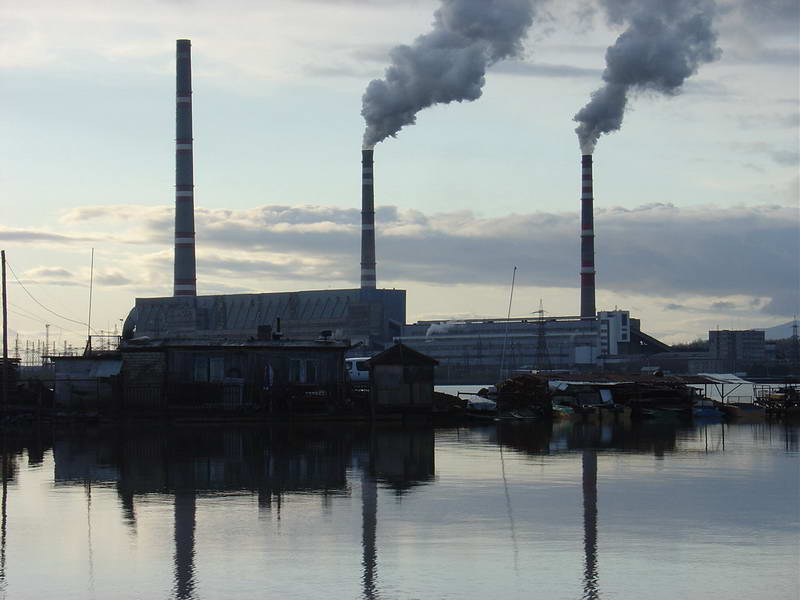
盧切戈爾斯克的發電站

盧切戈爾斯克（羅馬化：Luchegorsk），是一個市級鎮，為俄羅斯濱海邊疆區波扎爾斯基區的行政中心。人口：2010年人口21,004；2002年人口22,365；1989年人口21,825。

## 概敘
盧切戈爾斯克成立於1966年之孔特羅沃德河沿岸。經濟來源為一座大型的发电站，供給濱海邊疆區使用電力；然而卻導致在盧切戈爾斯克當地的生態破壞。也是最接近地解決發生中蘇邊界衝突的地方。盧切戈爾斯克是在俄羅斯遠東地區中，為最多有人居住的地方且並不具有鎮的型態。